# Igor Shkvirin
Igor Anatolyevich Shkvirin (uzb. cyr. Игорь Анатольевич Шквирин, ros. Игорь Анатольевич Шквырин, Igor Anatoliewicz Szkwyrin, ur. 29 kwietnia 1963 w Taszkencie, Uzbecka SRR) – uzbecki piłkarz, grający na pozycji napastnika, reprezentant Uzbekistanu, trener piłkarski.

## Kariera piłkarska

### Kariera klubowa
Karierę rozpoczął w uzbeckim klubie FK Yangiyer. Od roku 1983 do roku 1985 grał w Paxtakorze Taszkent. Potem od 1986 do 1987 roku występował w Karpaty Lwów a od 1988 do 1989 był zawodnikiem Dnipra Dniepropetrowsk. Następnie wrócił do Pachtakora Taszkent, gdzie grał od 1989 do 1992 roku. W roku 1992 został piłkarzem Spartaka Władykaukaz, a następnie wyjechał do Izraela, w którym grał w: Hapoel Tel Awiw (1992-1994) i Maccabi Netanja (1994-1995). W roku 1995 wyjechał do malezyjskiego klubu Pahang FA. Po powrocie bronił barw izraelskich klubów Bene Jehuda Tel Awiw, Maccabi Petach Tikwa, Maccabi Herclijja i Maccabi Jafa. Następnie w 1998 znów wrócił do Uzbekistanu, do Pachtakoru. Grał jeszcze w indyjskim Mohun Bagan AC, ponownie w Pachtakorze, indyjskim Churchill Brothers SC, a karierę zakończył w zespole z Taszkentu w 2001 roku.

### Kariera reprezentacyjna
W latach 1992–2000 występował w reprezentacji Uzbekistanu, w której rozegrał 31 mecz i strzelił 21 goli.

## Kariera trenerska
Po zakończeniu kariery piłkarskiej od 2003 trenował takie kluby jak Krylja Sowietow Samara, Qizilqum Zarafshon i FK Olmaliq. Również pomagał trenować olimpijską reprezentację Uzbekistanu.

## Sukcesy i odznaczenia

### Sukcesy klubowe
- mistrz Malezji: 1995
- mistrz Uzbekistanu: 1998
- mistrz Indii: 2000

### Sukcesy reprezentacyjne
- mistrz Igrzysk Azjatyckich: 1994

### Sukcesy indywidualne
- najlepszy piłkarz turnieju finałowego Igrzysk Azjatyckich: 8 goli w 7 meczach
- król strzelców Pierwszej ligi ZSRR: 1990 (37 goli)

### Odznaczenia
- tytuł Mistrza Sportu ZSRR: 1990